# It Don't Come Easy
It Don't Come Easy è un brano musicale di Ringo Starr pubblicato su singolo nell'aprile 1971 dalla Apple Records. La canzone raggiunse la posizione numero 4 in classifica sia negli Stati Uniti che in Gran Bretagna. Si tratta del primo singolo di Starr come solista pubblicato nel Regno Unito, ma del secondo negli Stati Uniti (il primo era stato il brano Beaucoups of Blues tratto dall'omonimo album), dopo lo scioglimento dei Beatles. È sicuramente uno dei brani più conosciuti della carriera solista dell'ex Beatle.

## Il brano

### Origini e storia
Ufficialmente Starr compose la canzone nel 1970, ma si pensa che George Harrison sia stato coautore del brano. Esiste una versione demo della canzone con Harrison che fornisce una linea vocale guida per Starr.
La versione pubblicata vede la partecipazione di Harrison alla chitarra, di Klaus Voorman al basso, Stephen Stills al piano, Ron Cattermole al sax e alla tromba, dei membri dei Badfinger Pete Ham e Tom Evans ai cori, e di Starr alla voce e alla batteria.  Sia It Don't Come Easy che il suo lato B Early 1970 furono prodotte da Harrison e pubblicate dalla Startling Music.

### Registrazione
La registrazione iniziò la sera del 18 febbraio 1970 nello Studio 2 di Abbey Road, durante le sessioni per l'album Sentimental Journey. In precedenza, Starr aveva registrato nuovamente la traccia vocale per i brani Have I Told You Lately That I Love You e Let the Rest of the World Go By, canzoni destinate a Sentimental Journey. A questo stadio di lavorazione, il brano era conosciuto con il titolo provvisorio di You Gotta Pay Your Dues.
Durante la prima seduta, George Martin era in cabina di regia in qualità di produttore, Harrison suonò la chitarra acustica e diresse gli altri musicisti, che comprendevano Starr (batteria), Klaus Voormann (basso) e Stephen Stills (pianoforte). Tra le 19:00 e le 12:30 del giorno seguente furono prodotte 20 take della canzone, e la numero 20 venne definita "la migliore". Poi Starr aggiunse la traccia vocale principale e George due parti di chitarra elettrica, infine la traccia venne mixata in stereo.
Il giorno seguente, dopo le sovraincisioni a Love Is a Many-Splendored Thing, si rimise mano a You Gotta Pay Your Dues, Starr sovraincise un'altra traccia vocale alla take 20 tra le 5 e le 6 del pomeriggio. Dopo un'ora di pausa, venne deciso di rifare da capo la canzone, furono quindi registrate altre dieci take tra le 7 e le 11 di sera. Questa volta fu la take 30 ad essere considerata la migliore, e furono aggiunte due parti di basso prima del termine della sessione all'1:30 di notte.
Questa versione rimase comunque incompiuta, dato che l'8 marzo, Starr decise di rielaborare nuovamente It Don't Come Easy, nella versione finale poi pubblicata. La registrazione ebbe probabilmente luogo ai Trident Studios (la documentazione ufficiale non è disponibile - tutto quello che si sa con certezza è che la seduta non si tenne agli Abbey Road Studios), con Harrison in veste di produttore e chitarrista, Klaus Voormann al basso, Stephen Stills al piano, Mal Evans al tamburello e Ron Cattermole al sassofono e alla tromba.
Ulteriori sovraincisioni vennero effettuate la mattina seguente, sempre con Harrison come produttore. La canzone venne definitivamente ultimata nell'ottobre '70 con l'aggiunta di altre sovraincisioni.

### Pubblicazione e accoglienza
La canzone venne pubblicata su singolo il 9 aprile 1971 in Gran Bretagna (e il 16 aprile negli Stati Uniti) con il brano Early 1970 come B-side. It Don't Come Easy entrò nella classifica di NME il 21 aprile debuttando alla posizione numero 12 per poi salire fino alla numero 5 restando in classifica per nove settimane. In America It Don't Come Easy debuttò nella classifica di Billboard il 1º maggio 1971. Raggiunse la posizione numero 4 e restò nella Top 40 per undici settimane.
Starr eseguì la canzone durante il The Concert for Bangla Desh (tenutosi il 1º agosto 1971 al Madison Square Garden), dimenticandosi parte del testo.
Il 12 marzo 1984, la EMI pubblicò in Gran Bretagna un singolo contenente a It Don't Come Easy/Back Off Boogaloo, i due maggiori successi della carriera solista di Ringo.

## Tracce singolo
Apple 1831
1. It Don't Come Easy - 3:00
2. Early 1970 - 2:19

## Formazione
- Ringo Starr: voce, batteria
- George Harrison: chitarra, produzione
- Klaus Voormann: basso
- Stephen Stills: pianoforte
- Mal Evans: tamburello
- Ron Cattermole: sassofono, tromba
- Pete Ham: cori
- Tom Evans: cori

## Curiosità
- Nel 1987, una cover del brano è stata utilizzata per uno spot pubblicitario della 7-Eleven che utilizzava lo slogan "Where the good things come easy".
- La canzone è stata reinterpretata dalla band statunitense The Smithereens sul loro album del 1991 intitolato Blow Up.
- La canzone di Starr Don't Go Where the Road Don't Go presente sul suo album del 1992 Time Takes Time contiene un riferimento a It Don't Come Easy durante il ritornello che recita: «Well I said It Don't Come Easy, well I sure know how it feels». Un altro brano di Ringo dove viene menzionata la canzone è Eye to Eye dall'album del 2003 Ringo Rama, che inizia con le parole: «Remember when I said it don't come easy, that seems so long ago».
- Insieme all'apparizione di Starr in versione cartone animato, la canzone è presente nell'episodio dei The Simpsons intitolato Spennellando alla grande. Il brano viene utilizzato come una sorta di musica di ispirazione in sottofondo nella scena in cui Marge Simpson dipinge un ritratto del signor Burns.